# Asaccus kermanshahensis
Asaccus kermanshahensis är en ödleart som beskrevs av  Rastegar-pouyani 1996. Asaccus kermanshahensis ingår i släktet Asaccus och familjen geckoödlor. IUCN kategoriserar arten globalt som livskraftig. Inga underarter finns listade i Catalogue of Life.